# 로라 브렌트
로라 브렌트(영어: Laura Brent, 1988년 5월 2일 ~ )는 오스트레일리아의 배우이다.

## 출연 작품
- 윈체스터 (Winchester)
- 델라 모르티카: 캐루젤 오브 쉐임 (Della Mortika: Carousal of Shame)